# Anläggningsbil
Anläggningsbil är en lastbil konstruerad för att transportera löst material såsom sand eller grus. Anläggningsbilar har en öppen lastkorg som går att vinkla för att lasta ur materialet. Vanligtvis är det hydrauliska pumpar som lyfter upp framsidan av lastkorgen så att materialet åker ut.

## Typer av anläggningsbilar
Observera att listan är ofullständig.

### Tippflak

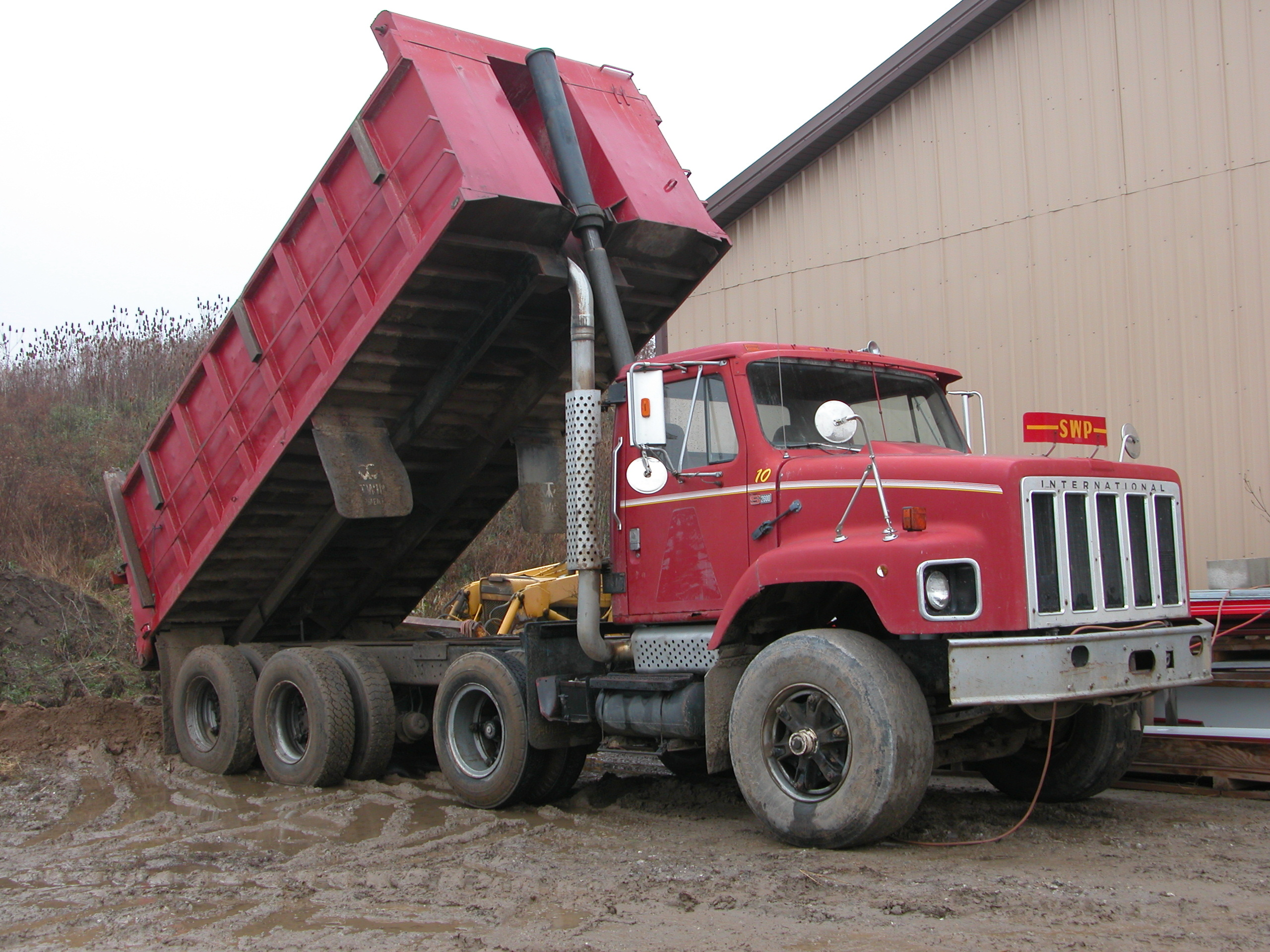
Tippflak som tippar lasten bakom bilen.

Den vanligaste formen av anläggningsbilar har ett tippflak.

#### Dumper
Dumprar är utvecklade för mer krävande terräng. I dessa fordon är förarhytten kopplad till lastkorgen med en axel som kan vridas sidledes och uppåt/neråt.

#### Minidumper
Minidumprar är mindre dumprar gjorda för att frakta mindre volymer material. Många modeller har inte en förarhytt utan är fjärrstyrda.

## Tillverkare
- Ashok Leyland
- Asia MotorWorks
- BelAZ
- Bharat Earth Movers
- Case CE
- Caterpillar Inc.
- DAC
- Euclid Trucks
- Fabrika automobila Priboj
- Hitachi Construction Machinery
- John Deere
- Kenworth
- Komatsu
- Leader Trucks
- Liebherr Group
- Mack Trucks
- Mahindra Trucks & Buses Ltd.
- MAN
- Mercedes-Benz
- Navistar International
- New Holland
- Peterbilt
- Scania AB
- ST Kinetics
- Tata Motors
- Daewoo
- Tatra
- Terex Corporation
- Volvo Trucks
- Volvo Construction Equipment
- Volvo Eicher Commercial Vehicles